# Mission Locale

Die Mission Locale in Reims

Die  Mission Locale ist für die berufliche und soziale Integration junger Menschen in Frankreich zuständig (Les missions locales pour l'insertion professionnelle et sociale des jeunes). Sie hilft bei der Lösung aller Probleme der Jugendlichen im Zusammenhang mit beruflicher und sozialer Integration. Insgesamt gibt es 436 Einrichtungen im  Land. 1,1 Millionen junge Menschen werden jedes Jahr begleitet. Fast 13 600 Fachleute sind in einer der Missions Locales beschäftigt. Dies ermöglicht es, ein Netz über das gesamte Gebiet Frankreichs aufzubauen und zwischen verschiedenen Kommunen zu interagieren.

## Geschichte
Nachdem  François Mitterrand Präsident Frankreichs wurde, setzte er sich zum Ziel, die Jugendarbeitslosigkeit nach 18 Monaten im Rahmen eines definierten Projekts, einer „mission“, zu beseitigen. Der Name "Mission" hat also nichts mit kirchlicher Missionierung von Jugendlichen zu tun, sondern ist dem Umstand geschuldet, dass ihre Existenz eigentlich nicht auf Dauer angelegt war. Danach soll kein Jugendlicher sozial vernachlässigt werden und ihm soll nicht die Hoffnung verloren gehen, ein erfülltes Leben zu führen. Der zweite Teil des Namens, „locale“, bezieht sich auf den Anspruch, lokal zu agieren und auf spezifische Umstände zu reagieren: Das jeweilige Umfeld der Jugendlichen kann berücksichtigt werden. Ein Jugendlicher in Paris ist beispielsweise mit anderen Problemen konfrontiert als einer in den Vororten von Paris oder in der Provençe.  Sie wurde im März 1982 durch Artikel 13 der Verordnung für den sozialen Zusammenhalt (Loi de programmation pour la cohésion sociale) gegründet, nach dem Bericht von Bertrand Schwartz. Die Mission Locale ist Ansprechpartner für Jugendliche im Alter von 16 bis 25 Jahren, die sich nicht in einer schulischen oder universitären Ausbildungssituation befinden. Sie erfüllt eine öffentliche Aufgabe.

## Verwirklichung beruflicher Projekte
Die Mission Locale ist eine Institution, die dafür verantwortlich ist, junge Menschen zu unterstützen, die Schwierigkeiten haben, eine berufliche Perspektive zu entwickeln oder aus anderen Gründen nur über einen begrenzten Zugang zur gesellschaftlichen Teilhabe verfügen. Sie identifiziert die Probleme der Jugendlichen, empfängt sie und informiert sie über Stellen- und Ausbildungsangebote, finanzielle Hilfen und vermittelt sie ggfs. an Stellen weiter, die gezielt z. B. bei der Wohnungssuche oder anderen Fragen helfen können. Das Konzept der Mission Locale ist allumfassend. Sie hat den Ansatz, dass die sozialen und beruflichen Probleme eng miteinander verwoben sind. Von daher hilft die Mission Locale Jugendlichen dabei, sozial selbstständig und unabhängig zu werden und Zugang zu einem Beruf oder einer Ausbildung zu bekommen. Die Mission Locale hilft bei der beruflichen Orientierung. In diesem Zusammenhang findet zu Beginn eine genaue Analyse der Kompetenzen der Jugendlichen statt. Gemeinsam wird definiert, was der junge Mensch erreichen möchte und welche Schritte auf dem Weg dahin notwendig sind. Danach wird sich auf die Suche nach z. B. einer passenden Ausbildung oder einem Praktikum gemacht. Die Jugendlichen kommen freiwillig und auf eigene Initiative, sie sind es, die den Rhythmus des individuellen Beratungsprozesses bestimmen.  Die Mission locale bietet z. B. auch Kurse hinsichtlich der beruflichen Orientierung an, in denen beispielsweise das Schreiben vom Lebenslauf oder Motivationsschreiben, sowie die Stellensuche geübt werden können.

## Ansprechpartner für die Jugendlichen
Hauptansprechpartner bei der Mission Locale sind die Jugendberater (“conseillère en insertion sociale et professionnelle”). Sie empfangen die Jugendlichen zu Gesprächen und begleiten sie während des gesamten Zeitraums. Neben dem Verwirklichen einer beruflichen Perspektive, beraten sie z. B. auch zu Fragen bezüglich Gesundheit, Wohnen und Freizeitgestaltung.

## Aufbau eines Netzwerkes zugunsten der Jugendlichen
Die Mission Locale kooperiert mit allen Ausbildungseinrichtungen und Unternehmen, die bei der beruflichen Orientierung und bei dem Einstieg in den Beruf Unterstützung bieten. Dazu zählen (Berufs-)schulen, Bildungszentren, Vereine, Ausbildungsbetriebe etc. Die Mission Locale sammelt auch aktuelle Stellenangebote und stellt diese den Jugendlichen zur Verfügung. Dabei werden die Bedürfnisse der Jugendlichen und die Nachfrage der Arbeitgeber verglichen und analysiert. Im Rahmen der Beratung der Jugendlichen werden auch Freizeitangebote gemacht, die den Interessen der Jugendlichen entsprechen. Jede Mission Locale hat eigene Schwerpunkte und Angebote. Die Mission Locale des Bords de Marne mit den zwei Standorten Le Perreux sur Marne und Champigny sur Marne  beispielsweise, bietet internationale Mobilitätsprogramme an, Praktika im Ausland, die durch Erasmus+ finanziert werden, interkulturelle Jugendbegegnungen, die vom Deutsch-Französischen Jugendwerk subventioniert werden oder auch Bildungsreisen nach Quebec in Partnerschaft mit dem Office Franco-Québecois pour la Jeunesse. Die Mission Locale arbeitet täglich mit Dienstleistern und Einrichtungen zusammen, die auf den Gebieten Beschäftigung, Ausbildung, Gesundheit, Wohnen, Verkehr und Freizeit Hilfe anbieten. Dazu zählen Schulen, Informations- und Beratungszentren, die Arbeitsagenturen, die Jugendgerichtshilfe und Sozialdienste.

## Finanzierung der Mission Locale
Die Mission Locale wird mit öffentlichen Mitteln finanziert und zwar vom Staat, der Region und ergänzend von den Gemeinden. Darüber hinaus stellt die Europäische Union Mittel zur Verfügung.